# Buitengewoon lid van de Tweede Kamer der Staten-Generaal
Tijdens en omwille van de grondwetsherzieningen van 1840 (afscheiding België en ministeriële verantwoordelijkheid) en 1848 (grootscheepse staatsrechtelijke hervormingen) werd de Tweede Kamer der Staten-Generaal aangevuld met eenzelfde aantal leden (respectievelijk 55 en 58). Dit waren buitengewone leden van de Tweede Kamer der Staten-Generaal. Deze buitengewone leden werden verkozen door de Provinciale Staten, en hun lidmaatschap liep voor de duur van (beide lezingen van) de grondwetsherzieningen. 